# Prefektury v Japonsku
Japonsko je děleno do 47 prefektur (japonsky 都道府県, todófuken [todoːɸɯ̥ꜜkeɴ]IPA), které přímo spadají pod japonskou vládu a jsou administrativními jednotkami nejvyšší úrovně. Systém tvoří 43 jednotlivých prefektur (japonsky 県, ken), dvě městské prefektury (japonsky 府, fu; Ósaka a Kjóto), jeden správní okruh (japonsky 道, dó; Hokkaidó) a jedno metropolitní město (japonsky 都, to; Tokio).
V červnu 1868 byl v období Meidži zaveden systém Fuhanken sančisei, který založil první prefektury (městské fu a venkovské ken) s cílem nahradit původní administrativní jednotky (bugjó, daikan a další). V červenci 1871 byly v důsledku přijetí nového systému prefektur zbývající feudální územní celky han (japonsky 藩) transformovány na prefektury. Zpočátku bylo takových prefektur na 300, ke konci roku 1871 se jejich početl snížil na 72 a v roce 1888 na 47. Řada prefektur vznikla v oblastech původních provincií. V březnu roku 1947 byl přijat zákon o místní autonomii, jenž vstoupil v platnost následujícího měsíce. Zákon dal prefekturám více politické moci a zavedl prefekturní vlády a parlamenty.

## Seznam prefektur

### Podle kódů ISO
Prefektury jsou většinou děleny do osmi regionů, které nejsou oficiálními územními jednotkami, ani nemají volenou správu. Je však běžné řadit prefektury na základě jejich geografického regionu. Toto řazení zohledňují také japonské kódy ISO 3166-2, jež řadí prefektury a regiony od severu k jihu:
| Hokkaidó    | Tóhoku                                                        | Kantó                                                                      | Čúbu                                                                                               | Kansai                                                               | Čúgoku                                                       | Šikoku                                     | Kjúšú                                                                                         |
| ----------- | ------------------------------------------------------------- | -------------------------------------------------------------------------- | -------------------------------------------------------------------------------------------------- | -------------------------------------------------------------------- | ------------------------------------------------------------ | ------------------------------------------ | --------------------------------------------------------------------------------------------- |
| 1. Hokkaidó | 2. Aomori 3. Iwate 4. Mijagi 5. Akita 6. Jamagata 7. Fukušima | 8. Ibaraki 9. Točigi 10. Gunma 11. Saitama 12. Čiba 13. Tokio 14. Kanagawa | 15. Niigata 16. Tojama 17. Išikawa 18. Fukui 19. Jamanaši 20. Nagano 21. Gifu 22. Šizuoka 23. Aiči | 24. Mie 25. Šiga 26. Kjóto 27. Ósaka 28. Hjógo 29. Nara 30. Wakajama | 31. Tottori 32. Šimane 33. Okajama 34. Hirošima 35. Jamaguči | 36. Tokušima 37. Kagawa 38. Ehime 39. Kóči | 40. Fukuoka 41. Saga 42. Nagasaki 43. Kumamoto 44. Óita 45. Mijazaki 46. Kagošima 47. Okinawa |

### Podle názvů
| Prefektura | Prefektura | Hlavní město | Hlavní město | Region   | Ostrov   | Obyvatelstvo (2019) | Rozloha (km²) | Hustota zalidnění (2019) | Okresy | Obce | ISO   |
| ---------- | ---------- | ------------ | ------------ | -------- | -------- | ------------------- | ------------- | ------------------------ | ------ | ---- | ----- |
| Aiči       | 愛知県     | Nagoja       | 名古屋市     | Čúbu     | Honšú    | 7 552 000           | 5 173,07      | 1 460                    | 7      | 54   | JP-23 |
| Akita      | 秋田県     | Akita        | 秋田市       | Tóhoku   | Honšú    | 966 000             | 11 637,52     | 83                       | 6      | 25   | JP-05 |
| Aomori     | 青森県     | Aomori       | 青森市       | Tóhoku   | Honšú    | 1 246 000           | 9 645,64      | 129                      | 8      | 40   | JP-02 |
| Čiba       |            | Čiba         | 千葉市       | Kantó    | Honšú    | 6 259 000           | 5 157,57      | 1 214                    | 6      | 54   | JP-12 |
| Ehime      | 愛媛県     | Macujama     | 松山市       | Šikoku   | Šikoku   | 1 339 000           | 5 676,19      | 236                      | 7      | 20   | JP-38 |
| Fukui      | 福井県     | Fukui        | 福井市       | Čúbu     | Honšú    | 768 000             | 4 190,52      | 183                      | 7      | 17   | JP-18 |
| Fukuoka    | 福岡県     | Fukuoka      | 福岡市       | Kjúšú    | Kjúšú    | 5 104 000           | 4 986,51      | 1 024                    | 12     | 60   | JP-40 |
| Fukušima   | 福島県     | Fukušima     | 福島市       | Tóhoku   | Honšú    | 1 846 000           | 13 784,14     | 134                      | 13     | 59   | JP-07 |
| Gifu       | 岐阜県     | Gifu         | 岐阜市       | Čúbu     | Honšú    | 1 987 000           | 10 621,29     | 187                      | 9      | 42   | JP-21 |
| Gunma      | 群馬県     | Maebaši      | 前橋市       | Kantó    | Honšú    | 1 942 000           | 6 362,28      | 305                      | 7      | 35   | JP-10 |
| Hirošima   | 広島県     | Hirošima     | 広島市       | Čúgoku   | Honšú    | 2 804 000           | 8 479,65      | 331                      | 5      | 23   | JP-34 |
| Hokkaidó   | 北海道     | Sapporo      | 札幌市       | Hokkaidó | Hokkaidó | 5 250 000           | 83 424,44     | 63                       | 74     | 179  | JP-01 |
| Hjógo      | 兵庫県     | Kóbe         | 神戸市       | Kansai   | Honšú    | 5 466 000           | 8 401,02      | 651                      | 8      | 41   | JP-28 |
| Ibaraki    | 茨城県     | Mito         | 水戸市       | Kantó    | Honšú    | 2 860 000           | 6 097,39      | 469                      | 7      | 44   | JP-08 |
| Išikawa    | 石川県     | Kanazawa     | 金沢市       | Čúbu     | Honšú    | 1 138 000           | 4 186,21      | 272                      | 5      | 19   | JP-17 |
| Iwate      | 岩手県     | Morioka      | 盛岡市       | Tóhoku   | Honšú    | 1 227 000           | 15 275,01     | 80                       | 10     | 33   | JP-03 |
| Jamagata   | 山形県     | Jamagata     | 山形市       | Tóhoku   | Honšú    | 1 078 000           | 9 323,15      | 116                      | 8      | 35   | JP-06 |
| Jamaguči   | 山口県     | Jamaguči     | 山口市       | Čúgoku   | Honšú    | 1 358 000           | 6 112,54      | 222                      | 4      | 19   | JP-35 |
| Jamanaši   | 山梨県     | Kófu         | 甲府市       | Čúbu     | Honšú    | 811 000             | 4 465,27      | 182                      | 5      | 27   | JP-19 |
| Kagawa     | 香川県     | Takamacu     | 高松市       | Šikoku   | Šikoku   | 956 000             | 1 876,78      | 509                      | 5      | 17   | JP-37 |
| Kagošima   | 鹿児島県   | Kagošima     | 鹿児島市     | Kjúšú    | Kjúšú    | 1 602 000           | 9 187,06      | 174                      | 8      | 43   | JP-46 |
| Kanagawa   | 神奈川県   | Jokohama     | 横浜市       | Kantó    | Honšú    | 9 198 000           | 2 416,11      | 3 806                    | 6      | 33   | JP-14 |
| Kóči       | 高知県     | Kóči         | 高知市       | Šikoku   | Šikoku   | 698 000             | 7 103,63      | 98                       | 6      | 34   | JP-39 |
| Kumamoto   | 熊本県     | Kumamoto     | 熊本市       | Kjúšú    | Kjúšú    | 1 748 000           | 7 409,46      | 236                      | 9      | 45   | JP-43 |
| Kjóto      | 京都府     | Kjóto        | 京都市       | Kansai   | Honšú    | 2 583 000           | 4 612,20      | 560                      | 6      | 26   | JP-26 |
| Mie        | 三重県     | Cu           | 津市         | Kansai   | Honšú    | 1 781 000           | 5 774,49      | 308                      | 7      | 29   | JP-24 |
| Mijagi     | 宮城県     | Sendai       | 仙台市       | Tóhoku   | Honšú    | 2 306 000           | 7 282,29      | 317                      | 10     | 35   | JP-04 |
| Mijazaki   | 宮崎県     | Mijazaki     | 宮崎市       | Kjúšú    | Kjúšú    | 1 073 000           | 7 735,22      | 139                      | 6      | 26   | JP-45 |
| Nagano     | 長野県     | Nagano       | 長野市       | Čúbu     | Honšú    | 2 049 000           | 13 561,56     | 151                      | 14     | 77   | JP-20 |
| Nagasaki   | 長崎県     | Nagasaki     | 長崎市       | Kjúšú    | Kjúšú    | 1 327 000           | 4 130,98      | 321                      | 4      | 21   | JP-42 |
| Nara       | 奈良県     | Nara         | 奈良市       | Kansai   | Honšú    | 1 330 000           | 3 690,94      | 360                      | 7      | 39   | JP-29 |
| Niigata    | 新潟県     | Niigata      | 新潟市       | Čúbu     | Honšú    | 2 223 000           | 12 583,96     | 177                      | 9      | 30   | JP-15 |
| Okajama    | 岡山県     | Okajama      | 岡山市       | Čúgoku   | Honšú    | 1 890 000           | 7 114,33      | 266                      | 10     | 27   | JP-33 |
| Okinawa    | 沖縄県     | Naha         | 那覇市       | Kjúšú    | Rjúkjú   | 1 453 000           | 2 282,59      | 631                      | 5      | 41   | JP-47 |
| Óita       | 大分県     | Óita         | 大分市       | Kjúšú    | Kjúšú    | 1 135 000           | 6 340,76      | 179                      | 3      | 18   | JP-44 |
| Ósaka      | 大阪府     | Ósaka        | 大阪市       | Kansai   | Honšú    | 8 809 000           | 1 905,32      | 4 623                    | 5      | 43   | JP-27 |
| Saga       | 佐賀県     | Saga         | 佐賀市       | Kjúšú    | Kjúšú    | 815 000             | 2 440,69      | 334                      | 6      | 20   | JP-41 |
| Saitama    | 埼玉県     | Saitama      | さいたま市   | Kantó    | Honšú    | 7 350 000           | 3 797,75      | 1 935                    | 8      | 63   | JP-11 |
| Šiga       | 滋賀県     | Ócu          | 大津市       | Kansai   | Honšú    | 1 414 000           | 4 017,38      | 352                      | 3      | 19   | JP-25 |
| Šimane     | 島根県     | Macue        | 松江市       | Čúgoku   | Honšú    | 674 000             | 6 707,89      | 101                      | 5      | 19   | JP-32 |
| Šizuoka    | 静岡県     | Šizuoka      | 静岡市       | Čúbu     | Honšú    | 3 644 000           | 7 777,35      | 469                      | 5      | 35   | JP-22 |
| Točigi     | 栃木県     | Ucunomija    | 宇都宮市     | Kantó    | Honšú    | 1 934 000           | 6 408,09      | 302                      | 5      | 26   | JP-09 |
| Tokušima   | 徳島県     | Tokušima     | 徳島市       | Šikoku   | Šikoku   | 728 000             | 4 146,75      | 176                      | 8      | 24   | JP-36 |
| Tokio      | 東京都     | Šindžuku     | 新宿区       | Kantó    | Honšú    | 13 921 000          | 2 194,03      | 6 345                    | 1      | 39   | JP-13 |
| Tottori    | 鳥取県     | Tottori      | 鳥取市       | Čúgoku   | Honšú    | 556 000             | 3 507,14      | 159                      | 5      | 19   | JP-31 |
| Tojama     | 富山県     | Tojama       | 富山市       | Čúbu     | Honšú    | 1 044 000           | 4 247,58      | 246                      | 2      | 15   | JP-16 |
| Wakajama   | 和歌山県   | Wakajama     | 和歌山市     | Kansai   | Honšú    | 925 000             | 4 724,65      | 196                      | 6      | 30   | JP-30 |